# COROT-6b

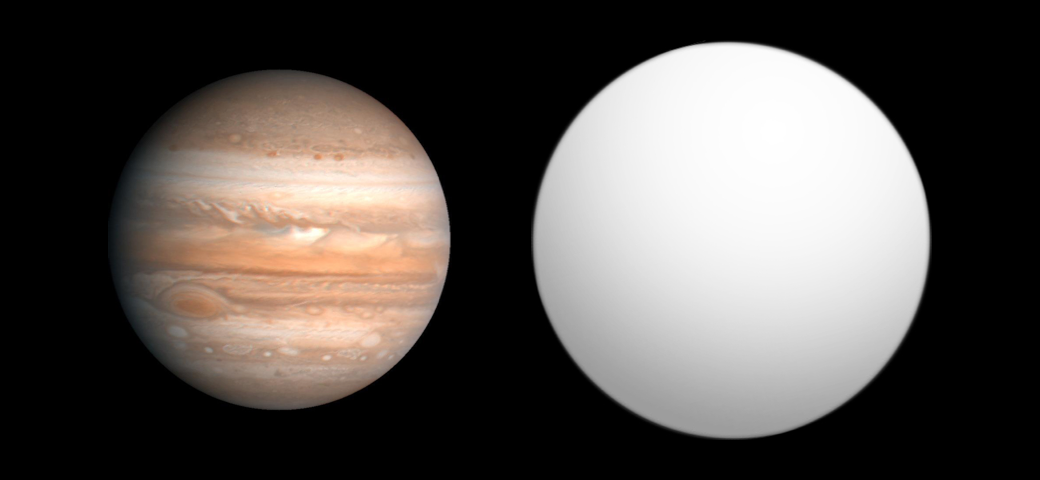

COROT-6b(이전에는 COROT-Exo-6b로 불렸다)는 2009년 2월 2일 COROT이 발견한 외계 행성이다. b는 존재가 확실히 밝혀지지 않은 항성 COROT-6 주위를 8.89일에 한 바퀴 도는 전형적인 뜨거운 목성으로, 반지름은 목성의 116퍼센트, 표면 온도는 섭씨 700~1,000도는 될 것으로 보인다.